# Барри, Мэрион
Мэрион Барри (англ. Marion Shepilov Barry, Jr., 6 марта 1936, Итта-Бина, Миссисипи — 23 ноября 2014, Вашингтон) — американский политик.

## Биография
Барри родился в Итта-Бена, штат Миссисипи, США. Его отец умер, когда ему было четыре года, а через год мать перевезла семью в Мемфис, штат Теннесси.
Он был вторым избранным мэром округа Колумбия с 1979 по 1991 год и потом четвёртым мэром с 1995 по 1999 год от Демократической партии.
Он был членом Совета округа Колумбия, представляя 8-й район округа Колумбия с 2005 года до своей смерти в 2014 году.
Барри отбыл тюремный срок за хранение кокаина и испытательный срок за неуплату налогов.
У Барри был диабет и рак простаты. В 2009 году ему сделали пересадку почки. Он умер в больнице в Вашингтоне, округ Колумбия, 23 ноября 2014 года от остановки сердца в возрасте 78 лет.
Несмотря на его историю политических и юридических споров, Барри был популярной и влиятельной фигурой в Вашингтоне, округ Колумбия. Альтернативный еженедельник Washington City Paper прозвал его «мэром на всю жизнь», и это звание сохранялось ещё долго после того, как Барри покинул пост мэра. Газета Washington Post однажды заявила, что «чтобы понять округ Колумбия, нужно понять Мэриона Барри».

## Голосование по вопросу однополых браков
В мае 2009 года Барри проголосовал против законопроекта, обязывающего Вашингтон, округ Колумбия, признавать однополые браки, заключённые в других местах. Во время своей кампании по переизбранию в 2008 году Барри сказал членам Демократического клуба Гертруды Стайн, крупнейшей политической группы ЛГБТ в городе: «Я не думаю, что вы должны делать [поддержку законопроекта] лакмусовой бумажкой. Но если бы появился такой законопроект, я бы проголосовал за него». После своего голосования в мае 2009 года против признания однополых браков Барри подвергся критике за то, что активисты сочли явным «сальто назад». Член совета Фил Мендельсон сказал, что был удивлён голосованием, потому что Барри подписался в качестве соавтора законопроекта о браке. Барри сказал, что его позиция не изменилась, и предупредил, что совету нужно действовать медленно в этом вопросе. Ссылаясь на свою веру в то, что местное афроамериканское сообщество в подавляющем большинстве выступает против однополых браков, «ад разразится», — сказал Барри. «У нас может быть гражданская война. Чёрное сообщество просто непреклонно против этого».

## Личная жизнь
Барри женился на Эффи Слотер, своей третьей жене, сразу после объявления о своей кандидатуре на пост мэра в 1978 году. У пары был сын Мэрион Кристофер Барри, который умер от передозировки наркотиков 14 августа 2016 года. В течение первых трёх сроков на посту мэра Барри жил со своей семьёй по адресу 3607 Suitland Road SE в районе Анакостия округа Колумбия. Барри расстались в ноябре 1990 года, вскоре после того, как на видеозаписи его засняли за курением кокаина с бывшей моделью и предложением ей заняться сексом. Они развелись в 1993 году, но жена вернулась в Вашингтон и поддержала его в его успешной заявке на место в городском совете в 2004 году. Эффи умерла 6 сентября 2007 года после 18-месячной борьбы с острым миелоидным лейкозом.
Барри женился на Коре Мастерс 8 января 1993 года. Мастерс была профессором политологии в Университете округа Колумбия и его бывшим пресс-секретарём.

## Примечания

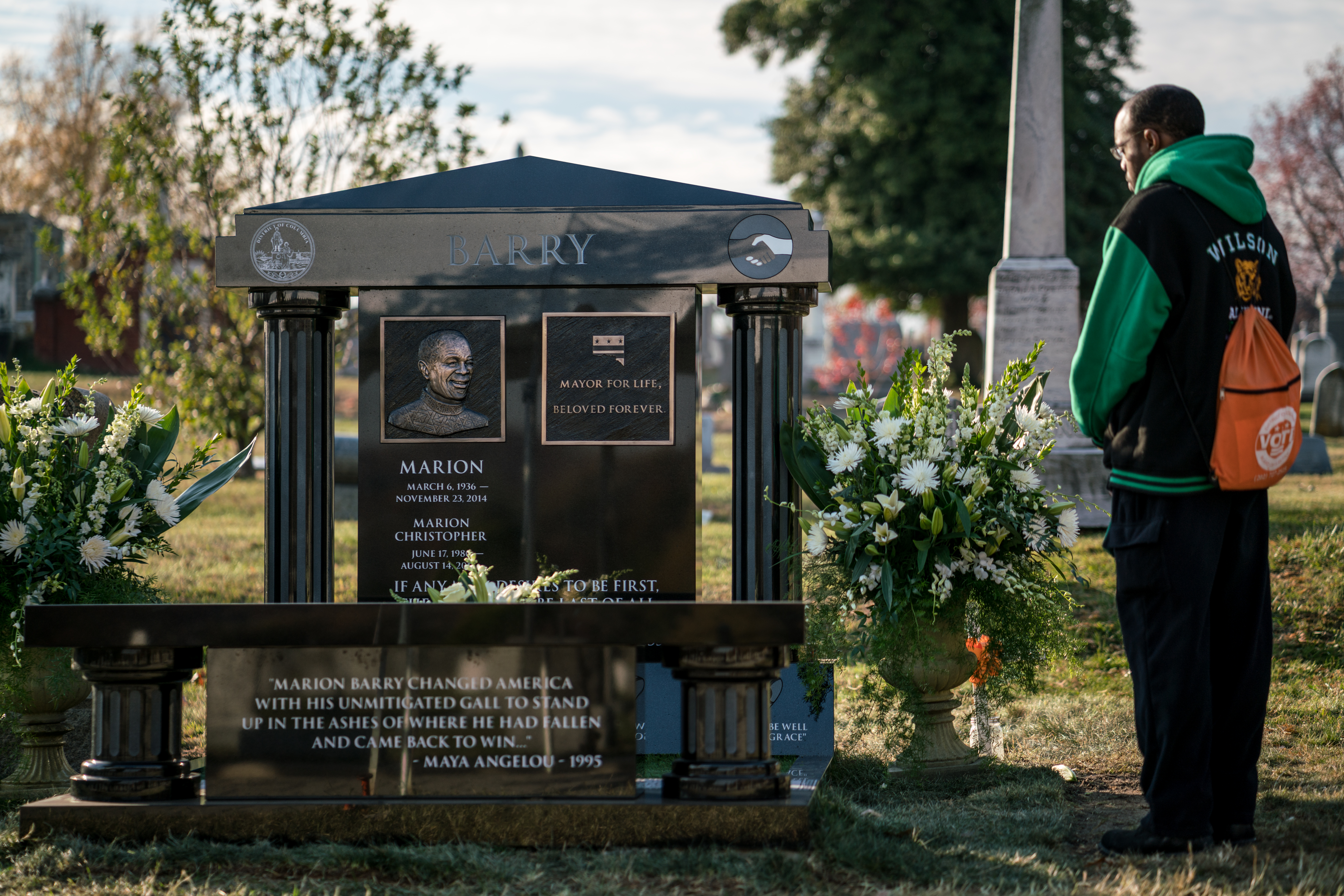
Мемориал Барри на Кладбище Конгресса